# The Guild (mini-série)
 (avril 2012).
Si vous disposez d'ouvrages ou d'articles de référence ou si vous connaissez des sites web de qualité traitant du thème abordé ici, merci de compléter l'article en donnant les références utiles à sa vérifiabilité et en les liant à la section « Notes et références ».
Pour les articles homonymes, voir Guild (homonymie).
The Guild (Snapphanar) est une mini-série réalisée par Måns Mårlind et Björn Stein diffusée en 2006.

## Synopsis
Scandinavie, 1678. Dans une ancienne province danoise conquise depuis vingt ans par le roi de Suède, le jeune Nils assiste impuissant au massacre de toute sa famille. Désespéré, il rejoint une guilde de rebelles qui mènent une guérilla sans merci contre l’Occupant.
Spécialisés dans les missions clandestines, ils reçoivent l’ordre de mettre la main sur le Trésor de la Couronne, butin fabuleux qui pourrait financer la Résistance pendant des années. Le trésor se trouve dans une place forte suédoise réputée imprenable. Nils apprend alors que le maître des lieux n’est autre que le commanditaire du meurtre de sa famille. L’heure de la vengeance a sonné…

## Fiche technique
- Titre : The Guild
- Titre original : Snapphanar
- Réalisation : Måns Mårlind, Björn Stein
- Scénarios :  Niklas Rockström
- Société de production : Filmlance International AB
- Musique : Carl-Michael Herlöfsson
- Pays d'origine :  Norvège,  Danemark,  Suède,  Finlande,  Lituanie
- Lieu de tournage :
- Langues : suédois, danois
- Genre : action, drame, histoire
- Durée : 2 h 54
- Date de sortie : 2006

## Distribution
- André Sjoberg : Nils Geting
- Tuva Novotny : Hedvig Sparre
- Anders Ekborg : Gabriel Lejonhufvud
- Malin Morgan : Svart-Stina
- Gustaf Skarsgård : Charles XI